# Noord Nederlands Toneel
Het Noord Nederlands Toneel (NNT) was een theatergezelschap gevestigd in Groningen. Het Noord Nederlands Toneel was een van de vier grote theatergezelschappen in de 'basisinfrastructuur' (BIS). Het NNT stond onder artistieke leiding van Guy Weizman. In mei, 2023, werd NNT volledig overgezet tot de naam NITE (Nationaal Interdisciplinair Theater Ensemble).
Het Noord Nederlands Toneel had een vast ensemble van acteurs in dienst. Zij vormen samen met de dansers van Club Guy & Roni het huidige interdisciplinaire NITE- ensemble.
Het Noord Nederlands Toneel reisde met grote en kleine zaalproducties langs schouwburgen in Nederland. In 2018 startte het Noord Nederlands Toneel samen met Club Guy & Roni + Asko❘Schönberg + Slagwerk Den Haag de interdisciplinaire beweging NITE. Onder de naam NITE brengen deze gezelschappen jaarlijks minstens een grote zaalproductie uit die toert door Nederland. NITE-producties kenmerken zich doordat zij werken volgens de regels van het NITE Manifest.
Tijdens de eerste coronagolf in 2020 bouwde het gezelschap samen met Club Guy & Roni het online theater NITE Hotel. Voor dit virtuele theater worden speciale voorstellingen ontwikkeld.
In 2017 startten theatermaaksters Eline Arbo en Liliane Brakema een 4-jarig talentontwikkelingstraject ter voorbereiding van een grote zaal productie. In 2021 & 2022  startten theatermakers Mart van Berckel en Rebekka Nilsson eenzelfde 4-jarig traject. 
In 2021 werd Mohamedou Ould Slahi writer in residence bij NITE (Club Guy & Roni + Noord Nederlands Toneel).     

## Geschiedenis
Het Noord Nederlands Toneel is in 1991 opgericht als opvolger van het in dat jaar opgeheven gezelschap De Voorziening. De artistieke leiding is van de oprichting in 1991 tot 1999 in handen van Evert de Jager. Van 1999 tot 2009 is Koos Terpstra artistiek leider.
In 2009 wordt Koos Terpstra opgevolgd door Ola Mafaalani, zij was tot 2017 artistiek leider van het NNT. Ko van den Bosch schreef en bewerkte in deze tijd veel van de gespeelde teksten, regisseerde enkele voorstellingen en speelde een aantal keer mee als acteur.
Vanaf 1 januari 2017 werd het NNT geleidt door Guy Weizman als artistiek en algemeen directeur. Hij is ook de artistiek leider van dansgezelschap Club Guy & Roni.
Voor zijn regie van de voorstelling Salam (Noord Nederlands Toneel + Club Guy & Roni + Asko|Schönbergs K[h]AOS) ontving Weizman tijdens het Gala van het Nederlands Theater, de Regieprijs 2018.
Sinds 1996 was het NNT gevestigd in het voormalig pand van het Gemeentelijk Energie Bedrijf (GEB) aan de Bloemstraat in Groningen, sindsdien draagt dit pand de naam Theater de Machinefabriek. Sinds de aanstelling van Guy Weizman deelde het Noord Nederlands Toneel dit pand met Club Guy & Roni.
In 2009 werd het NNT het stadsgezelschap van Groningen, en daarmee ook het huisgezelschap van de Stadsschouwburg Groningen.
In mei, 2023, werd NNT volledig overgezet tot de naam NITE (Nationaal Interdisciplinair Theater Ensemble).

## Educatie
Sinds 1997 had het Noord Nederlands Toneel een vaste educatie-afdeling.
Het belangrijkste educatieproject van het NNT was het jongerenproject Dichterbij, dat sinds 1998 jaarlijks georganiseerd wordt tijdens een van de schoolvakanties. Tijdens Dichterbij werd er door een groep van ongeveer vijftig jongeren in de leeftijd 14 tot 20 in een week tijd een voorstelling gemaakt. De regie van de voorstelling was in de handen van een of meer professionals die op dat moment op enigerwijze aan het NNT verbonden zijn. In de meivakantie 2018 maakte het NNT een speciale "20 jaar Dichterbij" jubileum-voorstelling. Dat was tevens de laatste editie van Dichterbij.
Vanaf 2014 had het NNT een eigen jongerenplatform: NNTWEE. Vanuit NNTWEE worden gedurende het hele jaar activiteiten georganiseerd voor en door jongeren met een interesse in podiumkunsten. Dichterbij was een vast onderdeel van NNTWEE, net als een theatrale inleiding bij de grote zaal-productie in het voorjaar. Daarnaast organiseerde NNTWEE door het jaar heen (korte) theaterproducties, workshops en losse (theater)activiteiten. Omdat de focus lag op het geheel van activiteiten met betrekking tot de podiumkunsten gaat het binnen NNTWEE niet slechts over acteren, maar ook over schrijven, podiumtechniek, decorbouw, dansen, zingen, masker- of kostuumontwerp, etc..
In 2019 veranderde de naam NNTWEE in 2, omdat er steeds meer samengewerkt werd met Club Guy & Roni en de 2-ers zich naast toneel ook veel met dans bezig houden.

## Repertoire (vanaf 1999)
1999 t/m 2008 - Onder regie van Koos Terpstra:
- 1999: De Meeuw
- 2000: Wachten op Godot
- 2000: U.S. Amok
- 2001: Mijn Elektra
- 2001: Arabië
- 2001: De Ridders van de Ronde Tafel
- 2001: Othello
- 2002: Lenny Bruce
- 2002: As You Like It Revisited
- 2002: De luitenant van Inishmore
- 2002: Torquato Tasso
- 2003: Spookhuis
- 2003: Zonnekinderen
- 2003: Pygmalion
- 2006: Het Licht
- 2007: Jeanne d'Arc
- 2007: De Vrouw met de Baard
- 2007: Dantons Dood
- 2008: Il Giardino

2009 t/m 2016 - Onder regie van Ola Mafaalani:
- 2009: Medea
- 2009: La Divina Commedia
- 2010: Elf Minuten
- 2011: Teiresias
- 2012: Hamlet
- 2013: Misdaad en Straf
- 2013: Fellini
- 2014: De Laatkomer
- 2016: Borgen

2009 t/m 2016 - Onder regie van Ko van den Bosch:
- 2009: Achterlanden
- 2010: Low Yo Yo Stuff
- 2010: Alice in Wonderland
- 2011: Prometheus
- 2015: Sneeuwwitje

2017 tot heden - Artistiek leiding: Guy Weizman
- 2017: Carrousel (NITE-voorstelling, regie Guy Weizman)
- 2018: Salam (NITE-voorstelling, regie Guy Weizman)
- 2018: Dorian (gastregie Christophe Coppens)
- 2019: Brave New World 2.0 (NITE-voorstelling, regie Guy Weizman)
- 2019: Er zal iemand komen (regie Liliane Brakema)
- 2019: Dear Winnie, in coproductie met KVS en Jr.cE.sA.r (gastregie Junior Mthombeni)
- 2020: De Poolse Bruid (locatievoorstelling, gastregie Lies van der Wiel)
- 2020: Before/After (NITE-voorstelling, regie Guy Weizman)
- 2020: Oom Wanja (regie Liliane Brakema)
- 2020: Dronken Mensen (NITEhotel, regie Eline Arbo)
- 2022: Zinderella (regie Moniek Merkx)
- 2022: Witch Hunt (regie Eline Arbo)
- 2022: The Underground (regie Guy Weizman)
- 2022: EXIT Macbeth (regie Jana Vetten en Jan-Christoph Gockel)
- 2023: Yara's Wedding coproductie Noord Nederlands Toneel, Schauspiel Hannover,  Slagwerk Den Haag en Asko❘Schönberg

Het NNT staat ook regelmatig met een voorstelling op het Oerol Festival:
- 2009: Heelhuids en Halsoverkop (regie Ko van den Bosch, coproductie met Club Guy & Roni)
- 2012: Salomé (regie Julie van den Berghe)
- 2013: Crash (regie Ko van den Bosch en Guy Weizman, coproductie met Club Guy & Roni)
- 2014: Crashtest Ibsen II: Volksvijand (regie Sarah Moeremans)
- 2015: Tempopia/Crashtest Ibsen: Nora (regie Sarah Moeremans, coproductie met Moeremans&Sons)
- 2016: Futopia/Crashtest Ibsen III: Spoken (regie Sarah Moeremans, coproductie met Moeremans&Sons)
- 2017: Penthesilea (regie Julie van den Berghe)
- 2018: FaustTM (regie Hendrik Aerts)